# Skuldelev 1
Skuldelev 1 er et vikingeskib fra omkring 1030, som blev fundet i Roskilde Fjord sammen med de andre Skuldelevskibe i 1962.

## Konstruktion
Skibet er en knarr og fremstillet i fyrretræ. Det var 15,80 m langt og 4,8 m på det bredeste sted. Fartøjet har haft et åbent lastrum i midten, og det antages at det har fungeret som fragtskib til længere ture på åbent hav.
Skibet er bygget med kraftige planker af fyrretræ og har fyldige former, der giver stor lasteevne og høj sødygtighed på Nordatlanten. Det er repareret af flere omgange med egetræ, både ved Oslofjorden og i Østdanmark. Havskibet har kunnet sejle overalt i Nordsøen og Østersøen samt på Nordatlanten. Skib og last var muligvis ejet af en stormand eller af et fællesskab af købmænd, der drog på handelstogt til Europas markeder.

## Rekonstruktion
Der er fremstillet flere rekonstruktioner af Skuldelev 1. Disse tæller:
- Ottar af Roskilde - Roskilde, 2000[3][4] Rekonstruktionen ligger i Vikingeskibsmuseets havn.[1]
- Saga Siglar - Roskilde, 1983 (15,84 m, 6-8 personer)

- Saga Siglar Volda - 1983, (16,5 m, knarr, sank ud for Cataloniens kyst i 1992)[3]
- Snorri - Vinland (Newfoundland), 1997 (16 m)

| Datering:        | Ca. 1030        |
| Byggested:       | Vestnorge       |
| Bevaret:         | Ca. 60 %        |
| Materialer:      | Fyr, eg og lind |
| Længde:          | 15,84 meter     |
| Bredde:          | 4,8 meter       |
| Dybgang:         | 1 meter         |
| Deplacement:     | 20 tons         |
| Åretal:          | 2-4             |
| Besætning:       | 6-8             |
| Sejlareal:       | Ca. 90 m2       |
| Gennemsnitsfart: | Ca. 5 knob      |
| Topfart:         | Ca. 13 knob     |